# Big Pokey
Big Pokey, pseudonimo di Milton Powell (Houston, 30 giugno 1982 – Beaumont, 18 giugno 2023), è stato un rapper statunitense.
Morì in seguito a un collasso, sopravvenuto mentre egli si esibiva in un locale.

## Discografia

### Album in studio
- 1999 – Hardest Pit in the Litter (Chevis Entertainment)
- 2000 – D-Game 2000 (Chevis Entertainment)
- 2001 - The Collabo (con The Wreckshop Wolfpack) (Wreckshop Records)
- 2002 – Da Sky's Da Limit (Wreckshop Records)
- 2008 – Evacuation Notice (Koch Records)
- 2021 - Sensei (Mob Style Music Group, Win Or Regret, SoSouth)